# Let Go of the Wires
Let Go of the Wires è un DVD del gruppo musicale statunitense A Skylit Drive, pubblicato il 9 dicembre 2008 dalla Tragic Hero Records.
Contiene backstage dei concerti, interviste, esibizioni dal vivo e cinque video musicali inediti.

## Tracce
1. Movie Part 1
2. Knights of the Round (Live)
3. Movie Part 2
4. Wires and the Concept of Breathing (Live)
5. Movie Part 3
6. Movie Part 4
7. Eris and Dysnomia (Live)
8. Movie Part 5
9. I'm Not a Thief, I'm a Treasure Hunter (Live)
10. Movie Part 6
11. All It Takes for Your Dreams to Come True (Live)
12. Credits
13. Interview with Dave Shapiro
14. Live at the Glasshouse (09-21-2008)
15. This Isn't the End (Music Video)
16. I'm Not a Thief, I'm a Treasure Hunter (Music Video)
17. Knights of the Round (Music Video)
18. Wires and the Concept of Breathing (Music Video)
19. All It Takes for Your Dreams to Come True (Music Video)

## Formazione
- Michael "Jag" Jagmin – voce melodica
- Joey Wilson – chitarra solista
- Nick Miller – chitarra ritmica
- Brian White – basso, voce death
- Cory La Quay – batteria, percussioni, voce death
- Kyle Simmons – pianoforte, tastiera, programmazione